# اليمين الجديد (إسرائيل)
اليمين الجديد هو حزب سياسي يميني في إسرائيل، تأسس في ديسمبر 2018 على يد أيالات شاكيد، وزيرة العدل، ونفتالي بنت الذي يترأس وزارة التعليم. يسعى الحزب لأن يمثل اليمين العلماني والمتدين معًا.

## استشهادات
1. ↑   https://newyamin.org/. {{استشهاد ويب}}: |url= بحاجة لعنوان (مساعدة) والوسيط |title= غير موجود أو فارغ (من ويكي بيانات) (مساعدة)
2. ↑  "بينيت وشاكيد يُعلنان تأسيس حزب "اليمين الجديد" والليكود يرد". عرب 48. 29 ديسمبر 2018. مؤرشف من الأصل في 2019-04-14. اطلع عليه بتاريخ 2019-01-09.